# Publio Minucio Augurino
Publio Minucio Augurino, in latino Publius Minucius Augurinus (Roma, 525 a.C. circa – 492 a.C. circa), è stato un politico romano

## Biografia
Console nel 492 a.C. con il collega Tito Geganio Macerino, era il fratello di Marco Minucio Augurino, console nel 497 e nel 491 a.C. Ebbe due figli, che a loro volta raggiunsero la carica di console: Lucio Minucio Esquilino Augurino, suffetto nel 458 a.C. e Quinto Minucio Esquilino Augurino, console nel 457 a.C.
Come racconta Livio, il 492 a.C. non vi fu alcuna guerra e non vi furono altre sommosse popolari, ma i consoli dovettero fronteggiare l'emergenza alimentare derivante dall'abbandono dei campi; per questo i consoli inviarono delle delegazioni in giro per l'Italia per acquistare del grano.
A Cuma, il tiranno Aristodemo trattenne le navi come forma di indennizzo perché era l'erede di Tarquinio il Superbo; presso i Volsci ed i loro vicini fu addirittura impossibile negoziare, ed il grano dovette essere acquistato in Etruria ed in Sicilia.
(Tito Livio, Ab Urbe condita libri, lib. II, par. 34)
Inoltre, per fronteggiare una possibile nuova guerra contro i Volsci, rafforzarono la colonia di Velitrae e costruirono una nuova colonia a Norba.